# Янгиров, Марван Янгирович
Марван Янгирович Янгиров (баш. Йәнгиров Мәрүән Йәнгир улы; 21 апреля 1908 года — 7 декабря 1992 года) — советский государственный деятель. С 1943 по 1945 гг.— председатель исполнительного комитета Уфимского городского совета. В 1951 — директор ИИЯЛ. Первый директор (ныне ректор) Башкирского педагогического института (ныне БГПУ им. Акмуллы) в 1967 году. Депутат ВС РСФСР 2-го и 5-го созывов и БАССР 2, 4, 6-го созывов.

## Биография
Марван Янгирович Янгиров родился 21 апреля 1908 года в селе Янышево Янышевской волости Янышевской губернии Уфимского уезда.
С 1917 года работал, после 3 классов начальной школы — пастухом, через три года — батраком в своём селе. В 1921 году скончался его отец, а мать отдаёт сына в Кушнаренковский детский дом, воспитанником которого он оставался до 1924 года.
Янгиров был инициатором застройки дороги от города Черниковки до Уфы (современный Проспект Октября длиной около 11 км).
В 1992 году вышел на пенсию. Скончался в 1992 году в Уфе.

## Награды
Ордена Трудового Красного Знамени (1949, 1957, ?), «Знак Почёта» (1943).

## Память
В 2008 году, к столетию Янгирова, в Уфе на доме, в котором он жил (ул. Чернышевского, 105), открыта мемориальная доска.